# Crossodactylus
Crossodactylus – rodzaj płazów bezogonowych z rodziny Hylodidae.

## Zasięg występowania
Rodzaj obejmuje gatunki występujące od stanu Alagoas (północno-zachodnia Brazylia) przez południowy Paragwaj do stanu Parana (południowa Brazylia) i północnej Argentyny.

## Systematyka

### Etymologia
- Crossodactylus: gr. κροσσοι krossoi „frędzle”; δακτυλος daktulos „palec”[2].
- Limnocharis: gr. λιμνη limnē „bagno”[7]; χαρις kharis, χαριτος kharitos „powab, wdzięk”, od χαιρω khairō „cieszyć się”[8]. Gatunek typowy: Limnocharis fuscus Bell, 1843 (= Crossodactylus gaudichaudii A.M.C. Duméril & Bibron, 1841).
- Tarsopterus: gr. ταρσος tarsos „płaszczyzna stopy”[9]; πτερον pteron „wiosło”[10]. Gatunek typowy: Tarsopterus trachystomus Reinhardt & Lütken, 1862.
- Calamobates: gr. καλαμος kalamos„trzcina”[11]; βατης batēs „piechur”, od βατεω bateō „stąpać”, od βαινω bainō „chodzić”[12]. Gatunek typowy: Calamobates boulengeri De Witte, 1930.

### Podział systematyczny
Do rodzaju należą następujące gatunki:
- Crossodactylus boulengeri (De Witte, 1930)
- Crossodactylus caramaschii Bastos & Pombal, 1995
- Crossodactylus cyclospinus Nascimento, Cruz & Feio, 2005
- Crossodactylus dantei Carcerelli & Caramaschi, 1993
- Crossodactylus dispar Lutz, 1925
- Crossodactylus franciscanus Pimenta, Caramaschi & Cruz, 2015
- Crossodactylus gaudichaudii A.M.C. Duméril & Bibron, 1841
- Crossodactylus grandis Lutz, 1951
- Crossodactylus lutzorum Carcerelli & Caramaschi, 1993
- Crossodactylus schmidti Gallardo, 1961
- Crossodactylus timbuhy Pimenta, Cruz, & Caramaschi, 2014
- Crossodactylus trachystomus (Reinhardt & Lütken, 1862)
- Crossodactylus werneri Pimenta, Cruz & Caramaschi, 2014